# 제2차 바르바리 전쟁
제2차 바르바리 전쟁(Second Barbary War, 알제리 전선, 알제리 전쟁이라고도 함)는 1815년에 미국과 알제리 간에 벌어진 전쟁으로 19세기 초에 미국과 북아프리카 바르바리 국가 사이에 벌어진 두 번째 전쟁이다. 1차 바르바리 전쟁(1801년 ~ 1805년)에서 미국이 승리하며 양진영간에 평화가 유지되었다. 그러나 미영전쟁으로 어수선해진 사이에 미국 선박에 대한 약탈이 재발되자 미국은 원정을 통해 알제리를 비롯한 바르바리 국가들을 제압하는데 성공한다. 신생 독립국가인 미국이 거둔 큰 성과는 유럽국가들을 자극하였고, 지중해 내에서의 해적 활동을 근절시키는 방향으로 정책을 전환하도록 만들었다.
미국은 1815년에 알제리를 공격한 후 협상을 통해서 평화조약 체결, 공납폐지, 몸값없이 포로 석방, 나포한 에드윈 호에 대해 10,000달러의 배상금을 받아내었다. 아울러 튀니스와 트리폴리에도 기항하여 같은 성과를 얻어내었다. 과감한 포함외교의 성공으로 미국은 국가의 위상이 높아졌다.

## 배경

### 바르바리 국가
유럽인들은 북아프리카에 있는 트리폴리, 튀니스, 알제리 세 나라를 바르바리 국가라고 불렀다. 이 세나라는 명목상 오스만 제국에 종속되어 있으나 실질적으로는 독립된 자치를 실시하고 있었다. 알제리에서는 1659년 반란이 일어나 오스만에서 파견한 파샤(총독)가 힘을 잃고 알제리 군인 집단의 수장인 '데이'가 실권을 행사했다. 데이는 세습되지 않았으며 권력 쟁탈전에 승리한 군인이 차지했다. 한편 튀니스와 트리폴리는 권력을 장악한 군인들에 의해 후세인 왕조와 카라만리 왕조가 세워졌다. 실권은 '베이'의 지위에 있는 자가 행사했으며 후세인과 카라만리 가문에서 세습하였다.

### 미국과 유럽의 상황
제1차 바르바리 전쟁 이후, 미국은 북아프리카 국가들의 해적활동에 관심을 쏟을 수 없었다. 대불동맹 전쟁(나폴레옹 전쟁)이 발발하면서 미국은 영국과의 관계가 악화되었고, 이것이 미영 전쟁(1812년 -1814년)으로 이어졌기 때문이다. 바르바리 국가의 해적들은 이 기회를 이용하여 지중해를 항해하는 미국과 유럽의 선박에 대한 공격을 재개하여 선원과 상선을 억류하여 몸값을 요구하는 해적질을 다시 할 수 있게 되었다. 특히 영국은 미영전쟁 기간중에 알제리의 알리 데이에게 미국 상선에 대한 약탈 행위를 부추겼다. 이 무렵, 유럽 열강은 나폴레옹 전쟁에 휘말린 상태였으며, 이 전쟁이 완전히 끝난 것은 나폴레옹의 백일천하가 종료된 1815년 6월이 되고 나서였다.

## 미국의 대응

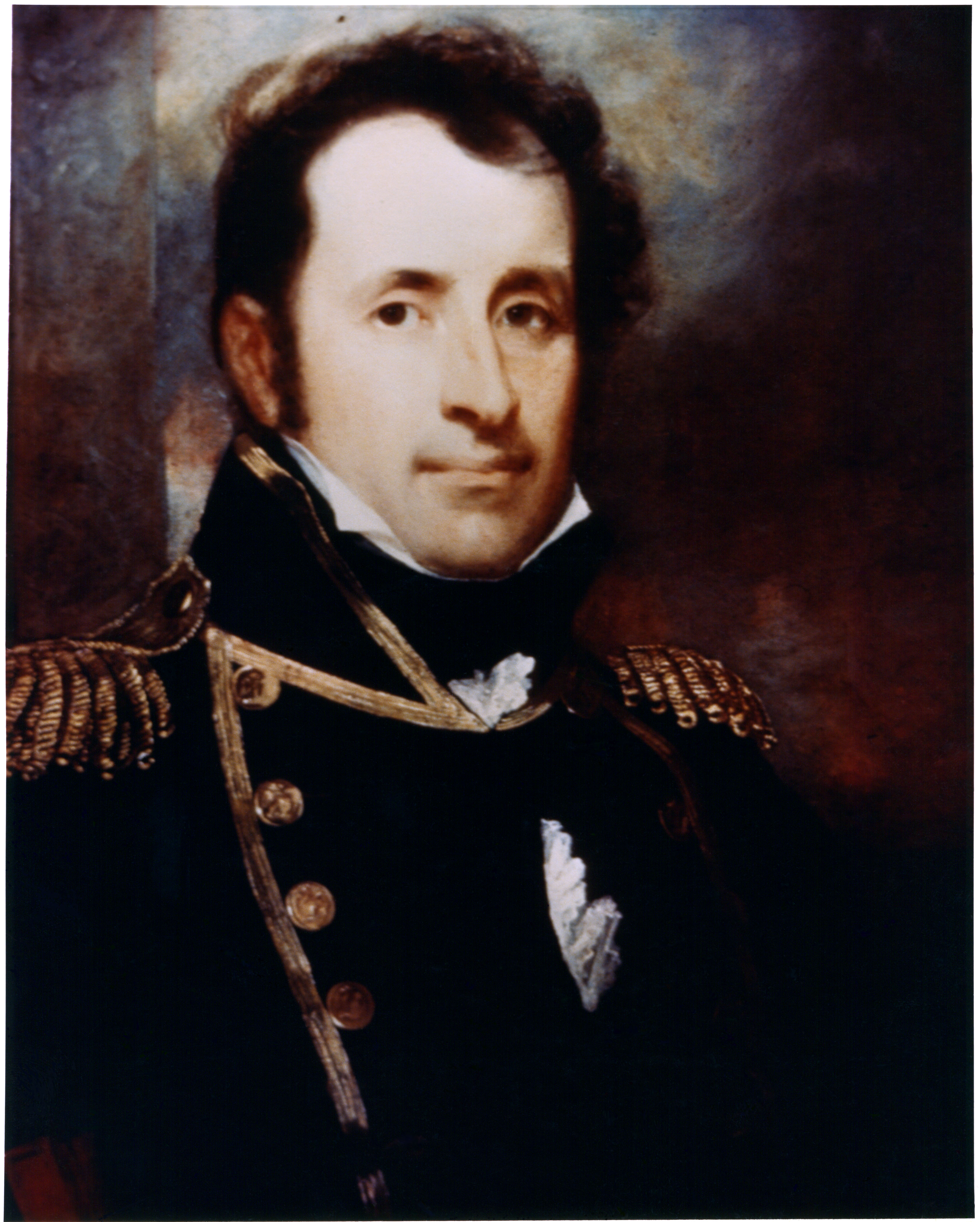
미해군 사령관 스티븐 디케이터

1814년 12월에 미국과 영국은 헨트조약을 맺고 종전에 합의 했으나 실제적인 종전은 1815년 2월에야 이루어졌다. 전쟁이 끝나자 미국은 다시 북아프리카로 눈을 돌릴 수 있게 되었다. 3월 3일, 미국 의회는 알제리에 해군을 파견하는 것을 승인하고 2개의 전대를 편성하여 전쟁 준비를 갖추게 했다. 윌리엄 베인브리지 대장이 지휘하는 전대는 보스턴 항구로, 스티븐 디케이터 대장이 지휘하는 전대는 뉴욕 항으로 집결했다. 디케이터의 전대가 먼저 준비를 마치고, 5월 20일에 출항했다.
이 전대는 기함인 프리깃 〈USS 게리에르〉(대포 44문 탑재, 윌리엄 루이스 함장), 〈USS 컨스텔레이션〉(대포 36문 탑재, 찰스 고든 함장), 〈HMS 마케도니아〉 (대포 38문 탑재, 제이콥 존스 함장) 슬루프 전선 〈에페리〉(대포 16문 탑재, 존 다운스 함장)와 〈온타리오〉 (대포 16문 탑재, 제시 D. 엘리엇 함장), 브리그 〈파이어 플라이〉(대포 14문 탑재, 조지 W. 코쟈즈 함장 ), 〈스파크〉(대포 14 문 탑재, 토마스 갬블 함장), 〈플래임보〉(대포 14문 탑재, 존 B 니콜슨 함장), 스쿠너선인 〈토치〉(대포 12문 탑재, 월콧 숀시 함장)와 〈스핏파이어〉 (대포 12문 탑재, 알렉산더 J. 댈러스 함장) 총 10함에서 구성되어 있었다.
베인브리지의 전대 준비가 늦어져 7월 1일에 출항했기 때문에 전쟁에 늦어지게 되었다.

## 협상

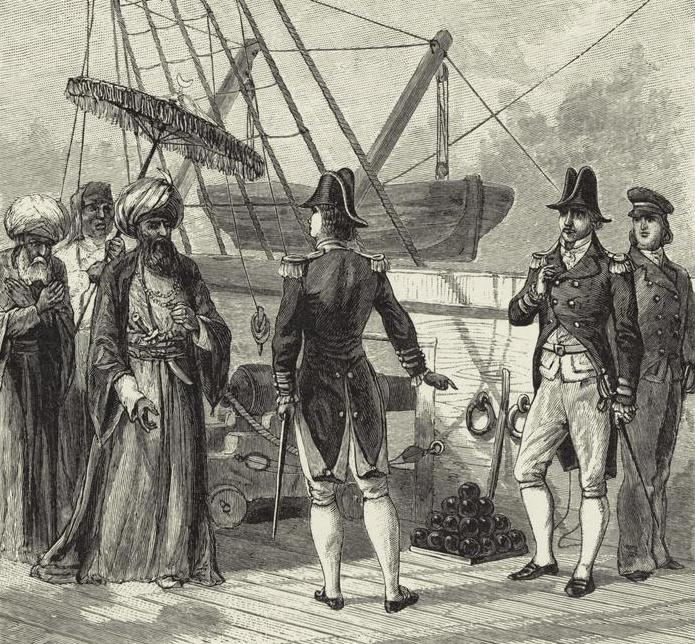
디케이터와 알제의 파샤, 1881년 작품

디케이터 전대는 지브롤터를 출발하여 알제리 방향으로 향하다가 알제리의 기함인 〈메슈다〉(Meshuda)와 마주쳐 가타 곶 해전을 통해 메슈다를 나포하였다. 그후 얼마 지나지 않아 파로스 곶 해전에서 알제리의 브리그함 〈에스테디오〉(Estedio)도 나포하게 된다. 6월 마지막 주에 전대는 알제리 항구에 도착하여, 알제리의 파샤인 데이와 협상을 시작했다. 도시를 파괴하겠다는 위협과 함께 손해보상 요구를 하였고 알제리 측이 수용하였다.
1815년 7월 3일 알제리 만 게리에르 함상에서 체결된 조약에 따라 디케이터는 붙잡고 있던 메슈다와 에스테디오를 반환하고 알제리 측은 약 10명으로 추산되는 미국인 포로 전원을 석방하였으며, 포로로 붙잡힌 상당수의 유럽인들은 1만 달러를 지불하고, 파샤의 국민 500여명과 교환하였다.
이 협약을 통해 향후 통행세를 지불을 면제할 것을 보장하고, 완전한 미국의 항해권을 인정했다.

## 전후

### 해적 보고서
1814년 8월, 전 영국 해군 중위 시드니 스미스는 유럽 각국의 군주와 귀족들에게 '바르바리 지역의 해적 근절의 필요성과 방법에 대한 논문'을 보냈다. 핵심 내용은 바르바리 해적의 근절과 북아프리카에 포로로 잡혀있는 기독교 노예의 석방을 호소하는 것이었다. 지중해에서 근무하였던 그는 북아프리카의 상황을 잘 알고 있었다. 논문을 통해서 그는 해적들에 의해 잡힌후 노예생활을 하고 있는 유럽인들의 실상을 고발하고 이를 반 인륜적이고 자유로운 상업활동을 위협하는 반문명적인 행위라고 비난했다. 더욱이 유럽국가들은 해적들의 위협에 굴복하여 공납을 바침으로써 해적들이 세력을 키워 나가는데 일조하고 있다고 비판하였다. 그의 호소는 큰 반향을 일으키지는 못했으나 유럽인들이 바르바리 해적들에 대해 관심을 가지도록 만들었다.

### 영국의 1차 원정
영국정부는 빈체제 출범이후 영국에 귀속된 몰타 등의 안전을 확보하기 위해서 북아프리카와의 외교 교섭에 나섰다. 1816년 초, 영국은 소형 전열함 전대로 구성된 외교사절단을 튀니스, 트리폴리, 알제리에 파견하여 해적 행위 중지, 기독교 노예 석방을 위해 교섭을 진행했다. 튀니스와 트리폴리의 동의를 했지만, 알제리는 반항적이었으며, 협상은 위기를 맞았다. 외교사절단 단장인 엑스머스 제독(에드워드 펠루)은 알제리와의 협상이 실패한채 귀국하였다. 귀국후 엑스머스의 활동에 대하여 신생 독립국인 미국의 활약과 비교하며 영국내에서 강한 비판이 일어났다. 그런데 영국 원정대가 귀국한 후, 알제령 안나바에서 허가를 받고 산호채취 작업을 하던 시칠리아 출신 어민 200명이 학살당하는 사건이 발생하였다. 시칠리아는 영국의 보호 하에 있었기 때문에 영국과 유럽 국가들은 분노하였다.

### 영국의 2차 원정

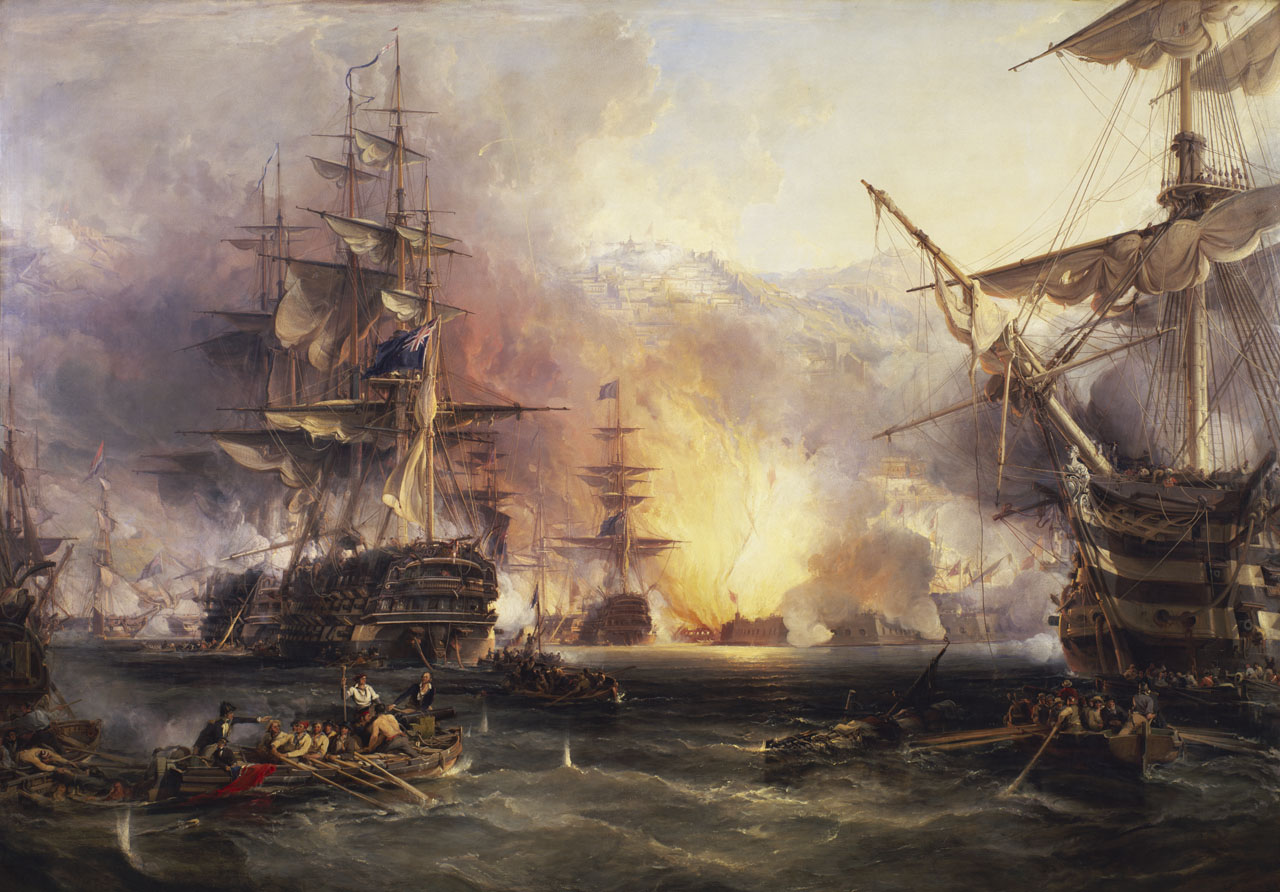
알제리 항에 함포 퍼붓는 영국해군

영국은 엑스머스 제독에게 다시 알제리 원정에 나설것을 지시했다. 15척으로 구성된 엑스머스 함대는 네덜란드 함선 6척의 지원을 받아 알제리로 향했다. 도착직후 가진 협상이 실패로 끝나자 1816년 8월 27일 영란 연합함대는 알제리를 향해 밤낮으로 계속 함포 사격을 퍼부었다. 이 공격으로 해적선과 해안 포대의 대부분이 무력화되었고, 결국 그 전날 거부했던 조건으로 조약이 체결되었다. 1,083명의 기독교 노예가 해방되었고, 영국 영사도 석방되었다. 2차 원정으로 상당한 성과를 거두었으나 바르바리 해적 문제가 모두 해결된것은 아니었다.

### 해적 근절 결의
나폴레옹의 몰락후 유럽의 문제를 처리하고자 출발한 빈체제에서 해적 문제에 대해 관심을 가지기 시작했다. 1818년 11월에 개최된 아헨 회의에서 러시아는 바르바리 해적의 근절을 위한 동맹 결성을 제안했으나 북아프리카 지역과 오랜 우호 관계에 있던 프랑스가 반대하여 무산되었다. 결국 동맹은 결성되지 못했으나 바르바리 해적 문에에 대한 의정서를 작성하는 선에서 마무리 되었다. 의정서에는 영국, 프랑스, 러시아, 오스트리아, 프로이센이 서명하였다. 북아프리카 지역이 해적 활동을 중단하지 않을 경우에 유럽이 동맹을 결성하여 직접적인 군사작전에 나설것임을 결의한 의정서를 오스만과 북아프리카에 전달하기 위해서 영국과 프랑스가 나섰다.
1819년, 영국의 프리맨틀 중장과 프랑스의 줄리앙 준장이 이끄는 영불 함대 8척이 알제리, 튀니지, 트리폴리를 차례로 방문하여 의정서를 전달하며 협상에 임했다. 트리폴리와는 원만하게 협상이 진행되었으나 알제리와 튀니지는 유럽의 저의를 의심하며 크게 반발하였다. 어쩔수 없이 유럽의 결의 내용을 통보하는 선에서 영불 함대의 임무는 종료되었다.

### 해적의 종말
프랑스의 뒤페레 제독이 지휘하는 37,000명의 군대가 1830년 6월 14일에 해적기지 제압을 명분으로 원정을 감행하여 알제리를 침공했다. 7월 5일 알제리는 프랑스에 항복하였다. 이것이 프랑스에 의한 알제리의 식민지 지배의 시초였다. 알제리의 저항으로 어려움은 있었으나 1871년에 이르러 카비리아 지방의 반(反)프랑스 항쟁을 무력으로 진압하고 아틀라스산맥의 북쪽은 거의 프랑스 지배하에 들어갔다. 또한 1881년에는 튀니스를 정복하여 식민지로 만들었다. 트리폴리는 1911년 이탈리아-투르크 전쟁 이후 이탈리아의 식민지가 되었다. 유럽 열강은 20세기 중반까지 북아프리카 동부를 계속 지배했다. 19세기 기갑함 시대부터 20세기 초기의 드레드노트급 전함 시대로 넘어가면서 유럽 열강은 지중해 지배를 확고히 했다.

### 국제법의 제정
국제법상의 해적 행위를 금지하는 규정이 제정된 것은 '바르바리 해적'이 종식된 19세기 이후였다. 1856년, 파리 선언 채택으로 유럽제국간에 사략 행위가 금지 되었다. 민간 선박이 전쟁 행위에 가담하는 것을 금지하는 조약은 1907년 헤이그 평화회의에서 제정되었다. 이로써 국제법상 사략 행위 즉 민간 선박에 의한 국가 공인 해적 행위는 금지되었다. 일반적인 해적 행위에 대해서는 1958년 제1회 국제연합 해양법 회의에서 공해에 관한 조약이 체결되면서 공해상의 해적의 정의와 처리가 규정되었다. 1982년에 제정된 국제연합 해양법 협약은 이 조약을 계승하였다.

## 같이 보기
- 바르바리 전쟁

- 1차 바르바리 전쟁

## 참고 자료
- 헨리 브룩스 애덤스. History of the United States of America During the Administrations of Thomas Jefferson. Originally published 1891; Library of America edition 1986. ISBN 0-940450-34-8
- Lambert, Frank The Barbary Wars: American Independence in the Atlantic World New York: Hill and Wang, 2005
- London, Joshua E.Victory in Tripoli: How America's War with the Barbary Pirates Established the U.S. Navy and Shaped a Nation New Jersey: John Wiley & Sons, Inc., 2005
- Oren, Michael B. Power, Faith, and Fantasy: The United States in the Middle East, 1776 to 2006. New York: W.W. Norton & Co, 2007. ISBN 978-0-393-33030-4